# قلعه کچی قالاسی
قلعه کچی قالاسی مربوط به هزاره۱ قبل از میلاد است و در ۲۱ کیلومتری شمالشهرستان ورزقان، بخش مرکزی، دهستان بکراباد، ۳۰۰ متری ضلع شمالی روستای دایممق واقع شده و این اثر در تاریخ ۲۷ اسفند ۱۳۸۷ با شمارهٔ ثبت ۲۶۴۰۰ به‌عنوان یکی از آثار ملی ایران به ثبت رسیده است.